# Пайн-Ридж-ет-Крествуд (Нью-Джерсі)
Пайн-Ридж-ет-Крествуд (англ. Pine Ridge at Crestwood) — переписна місцевість (CDP) в США, в окрузі Оушен штату Нью-Джерсі. Населення — 2537 осіб (2020).

## Географія
Пайн-Ридж-ет-Крествуд розташований за координатами 39°57′42″ пн. ш. 74°18′43″ зх. д. / 39.96167° пн. ш. 74.31194° зх. д. (39.961557, -74.312016).  За даними Бюро перепису населення США в 2010 році переписна місцевість мала площу 4,50 км², з яких 4,48 км² — суходіл та 0,02 км² — водойми. В 2017 році площа становила 4,11 км², з яких 4,09 км² — суходіл та 0,02 км² — водойми.

## Демографія
Згідно з переписом 2010 року, у переписній місцевості мешкало 2369 осіб у 1550 домогосподарствах у складі 687 родин. Густота населення становила 527 осіб/км².  Було 1810 помешкань (402/км²).
Расовий склад населення:
| - 96,5 % — білих - 1,6 % — чорних або афроамериканців - 0,7 % — азіатів |

До двох чи більше рас належало 0,7 %. Частка іспаномовних становила 2,3 % від усіх жителів.
За віковим діапазоном населення розподілялося таким чином: 0,3 % — особи молодші 18 років, 34,4 % — особи у віці 18—64 років, 65,3 % — особи у віці 65 років та старші. Медіана віку мешканця становила 69,1 року. На 100 осіб жіночої статі у переписній місцевості припадало 75,0 чоловіків;  на 100 жінок у віці від 18 років та старших — 74,7 чоловіків також старших 18 років.
Середній дохід на одне домашнє господарство  становив 43 508 доларів США (медіана — 32 629), а середній дохід на одну сім'ю — 60 081 долар (медіана — 45 517). Медіана доходів становила 60 692 долари для чоловіків та 39 911 долар для жінок. 
Цивільне працевлаштоване населення становило 593 особи. Основні галузі зайнятості: будівництво — 17,4 %, освіта, охорона здоров'я та соціальна допомога — 16,4 %, фінанси, страхування та нерухомість — 14,2 %, транспорт — 12,5 %.